# Cổng Butcher ở Krakow

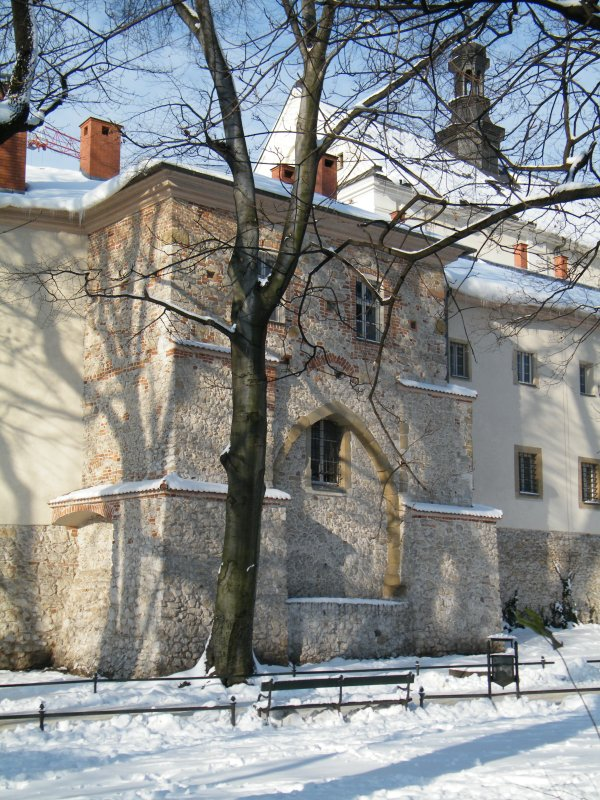
Cổng Butcher

Cổng Butcher (tiếng Ba Lan: Brama Rzeźnicza) tên đầy đủ Cổng Butchers ở Gródek, còn được gọi là Cổng ở Gródek, đây là cổng gạch lâu đời nhất ở Krakow từ thời trung cổ, có tường bao quanh. Cổng được xây dựng từ năm 1289, là một phần của pháo đài của thành phố Krakow.

## Chi tiết
Hệ thống phụ của cánh cổng có một cái cổ nhô ra trước mặt và được xây thêm với một cổng bổ sung có một cây cầu bắc qua hào nước. Những phần còn lại của hệ thống các bức tường phòng thủ của thành phố, bao gồm Cổng Butcher, đã được sử dụng để xây dựng tu viện và nhà thờ. Cho đến ngày nay, từ phía Planty, trên bức tường tu viện, có những mảnh ghép từ Cổng Butcher, hiện là một phần của các tòa nhà tu viện.

## Lịch sử
Vào thế kỷ 13 và 14, Krakow được bao quanh bởi một bức tường. Cổng Gródek là nơi để có thể đi vào thành phố, nó được xây dựng từ năm 1289, là một trong những cổng trong các bức tường phòng thủ. Cánh cổng nằm đối diện với phố Westerplatte ngày nay và ban đầu nằm ở cuối đường Mikołajska. Vào thế kỷ 14, lối ra của phố Mikołajska đã bị dịch chuyển về phía bắc. Vào thời điểm đó, để thuận tiện cho đi lại, nên cổng Butcher đã được dựng lên để thay thế cho cổng Gródek. Hiện tại vị trí của công ở số 21 đường Mikołajska, Krakow.